# Lilliestielke
Lilliestielke var en svensk adelsätt.

## Historik
Bengt Carlsson till Brandstorp i Hällestads socken och Oltorp i Dimbo socken, som var häradshövding i Frökinds härad, hade i förläning två kvarnar och sex hemman, på vilka han fick evärdligt frälse 1574. Han erhöll sannolikt sköldemärke i samband därmed. Hans sonson Carl Abrahamsson till Olstorp i Dimbo socken och Laggarp i Åsbo socken, död senast 1653, introducerades 1625, vid riddarhusets grundande, under namnet Lillia. Han antog namnet Lilliestielke 1634. Ätten utslocknade på svärdssidan 1806, men fortlevde på spinnsidan till 1826.